# Sandwina

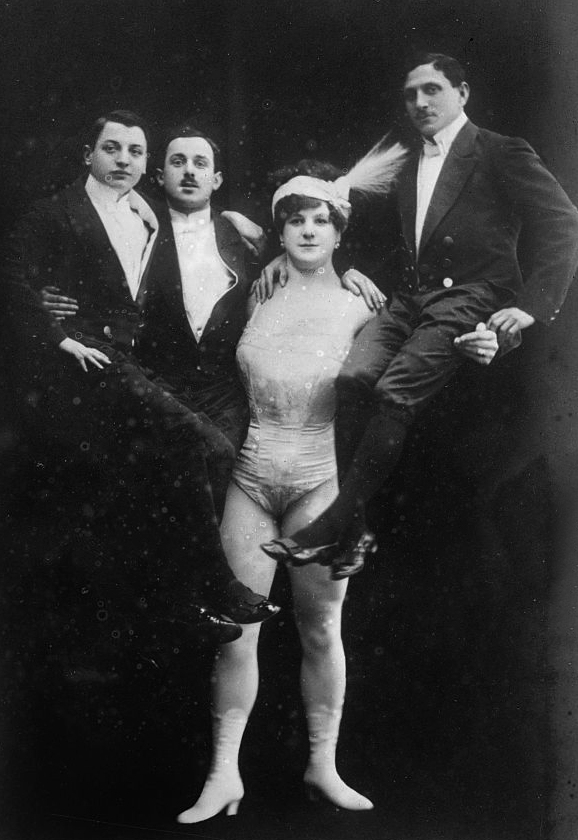
Katie Sandwina, levantando 3 homens com seus braços.

Katie Sandwina  (nascida Katie Brumbwach; 1884 – 21 de janeiro de 1952) foi uma atleta de força e apresentadora de circo.

## História
Sandwina nasceu em 1884 com o nome de Katie Brumbwach em Viena, Áustria, de pais bávaros, atores circenses famosos por sua força. Seu pai, Philippe, tinha um tórax avantajado e sua mãe, Johanna, tinha grandes bíceps. Kate teve 3 irmãs e 10 irmãos. Kate, no entanto, foi a mais forte de todos os irmãos e a única que atingiu fama mundial. 
Começou como lutadora, desafiando homens e oferecia 100 marcos a qualquer um que conseguisse superá-la. De acordo com uma lenda, nunca teria perdido uma luta e, inclusive, teria conseguido seu esposo após vencê-lo. Seu nome era Max Heymann, com quem permaneceu casada durante 52 anos.
Sandwina percorreu os Estados Unidos e com a idade de 57 anos ainda trabalhava para os circos mais famosos, como o Ringling Bros e o Barnum and Bailey Circus. Aos 64 anos de idade Sandwina aposentou-se e abriu um restaurante com seu esposo em Nova York. Ocasionalmente, divertia aos comensais quebrando ferraduras, dobrando barras de aço e jogando seu marido para o teto. Seu filho, Theodore, herdou a força de sua mãe e converteu-se em boxeador, aposentando-se com um recorde de 46 vitórias, 38 delas por "knock-out".
Em 21 de janeiro de 1952, Kate Sandwina faleceu devido a um câncer. No entanto, foi reconhecida à data como a mulher mais forte do mundo.